# Richard Conner
Richard Conner   (Pueblo, 25 de març de 1934 - Rancho Santa Fe, 8 de juliol de 2019) fou un saltador estatunidenc que va competir durant la dècada de 1950.
El 1956 va prendre part en els Jocs Olímpics d'Estiu de Melbourne, on va guanyar la medalla de bronze en la prova de palanca de 10 metres del programa de salts. Va estudiar a la Universitat del Sud de Califòrnia.